# Китли

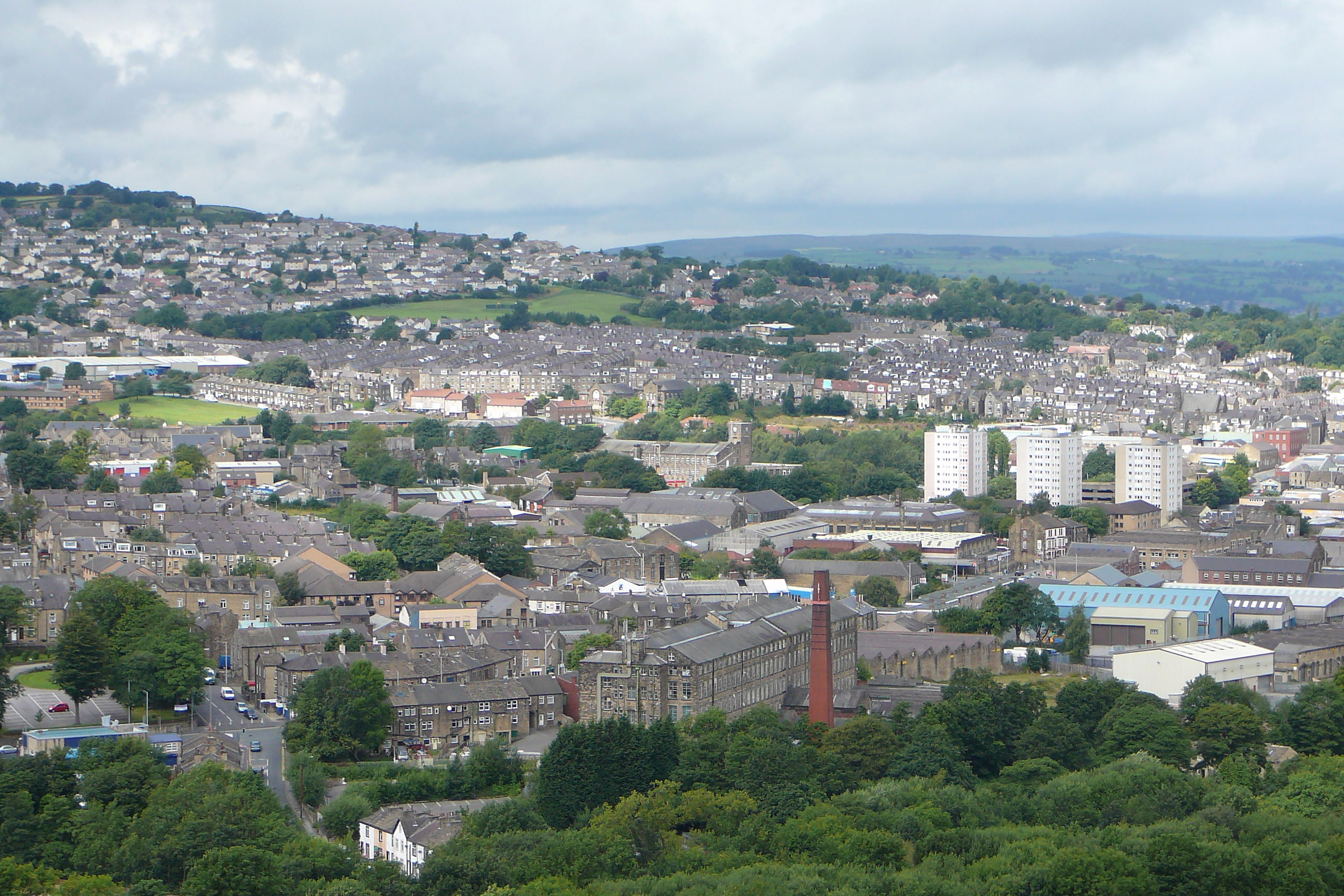
Вид на город Китли, лето 2010 года

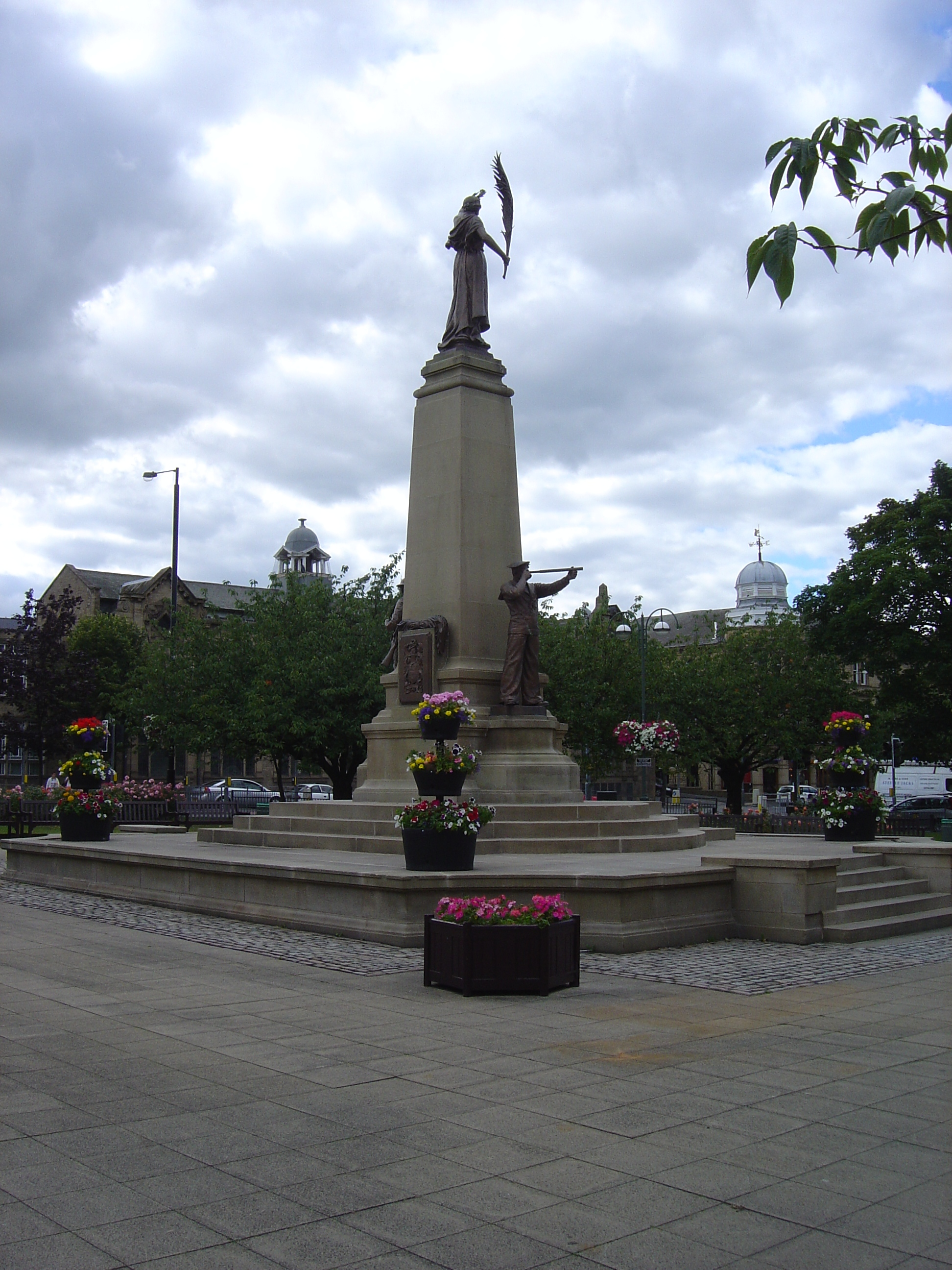
Военный мемориал в Китли

Китли (англ. Keighley /ˈkiːθli/ ) — город, а также административный участок муниципального района Брадфорд в Уэст-Йоркшире, Англия. Он расположен почти в 20 километрах от города Брадфорд и стоит на месте слияния двух рек — Эйр и Ворт. Город является третьим по числу жителей административным районом в Англии. Также Китли относится к исторической области, именуемой «Графством Бронте».

## Известные люди
- Сёстры Бронте — Шарлотта, Эмили и Энн Бронте, английские писательницы
- Хили, Денис Уинстон — государственный деятель